# Lucina radians
Lucina radians är en musselart som först beskrevs av Conrad 1841.  Lucina radians ingår i släktet Lucina och familjen Lucinidae. Inga underarter finns listade i Catalogue of Life.